# پارک بومی زینگو
پارک بومی زینگو (به پرتغالی: Parque Indígena do Xingu) یک پارک ملی در برزیل است که در ماتو گروسو واقع شده‌است.